# Adriano di Cesarea
Adriano di Cesarea (III secolo – Cesarea marittima, 5 marzo 309) è stato un giovane cristiano, che subì il martirio sotto Diocleziano e che la Chiesa cattolica considera santo.

## Agiografia e culto
Insieme ad Eubulo, nel 309 Adriano rimane vittima di una tra le più feroci persecuzioni cristiane del IV secolo, ad opera dell'imperatore Diocleziano.
Adriano, contravvenendo alle rigide imposizioni imperiali, professò la propria fede cristiana, ricevendo in cambio il martirio "Damnatio ad bestias", una definizione latina che stava ad indicare l'essere esposto all'attacco di diverse belve feroci, per poi venire sgozzato da una spada.
Condivide il proprio destino proprio con Eubulo, subendo il martirio e divenendo il Santo protettore dei corrieri, festeggiato e ricordato il 5 marzo.
Dal Martirologio Romano: «A Cesarea marittima, sant'Adriano, martire, che, durante la persecuzione dell'imperatore Diocleziano, nel giorno in cui gli abitanti erano soliti celebrare la festa della Fortuna, per ordine del governatore Firmiliano, fu per la sua fede in Cristo dapprima gettato in pasto a un leone e poi sgozzato con la spada».